# Lerista allanae
Lerista allanae är en ödleart som beskrevs av  Heber Albert Longman 1937. Lerista allanae ingår i släktet Lerista och familjen skinkar. IUCN kategoriserar arten globalt som akut hotad. Inga underarter finns listade i Catalogue of Life.